# Mercedes-Benz OM654
La sigla OM654 identifica un motore diesel prodotto a partire dal 2016 dalla casa automobilistica tedesca Mercedes-Benz.

## Caratteristiche tecniche

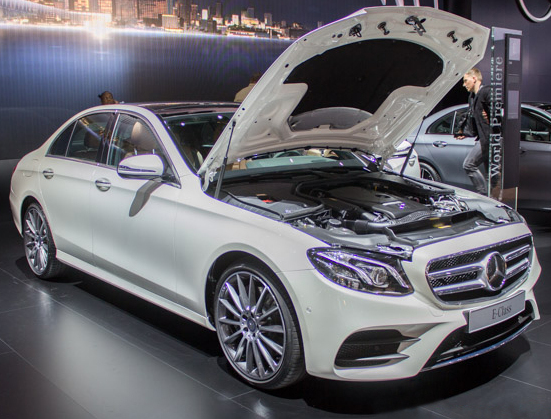
Il motore OM654 ha esordito sotto il cofano della quinta generazione della Mercedes-Benz Classe E

Il motore OM654 va a far parte di una più ampia famiglia di motori Mercedes-Benz, sia a gasolio che a benzina, con architetture a 3, a 4 e a 6 cilindri. Ed infatti, come il quadricilindrico OM654 è destinato gradualmente a soppiantare il motore OM651, così il suo omologo a 6 cilindri, ossia il motore OM656, sarà destinato a sostituire il motore OM642 e manterrà inalterate numerose caratteristiche di base mutuate dall'unità più piccola, come la cubatura con la stessa cilindrata unitaria di 500 cm³ comune a tutte le versioni e architetture. Tale programma rispecchia quanto già messo in atto dalla concorrente BMW, che già da un paio di anni ha messo in produzione tutta una serie di motori tra loro strettamente imparentati e dalla componentistica modulare. L'idea, da parte delle due case, di produrre due rispettive famiglie di motori, ognuna con proprie caratteristiche di base comune per tutte le versioni, nasce dall'esigenza di contenere i costi di produzione.
Si tratta del primo motore diesel Mercedes-Benz a 4 cilindri costruito interamente in lega di alluminio. Mentre il motore OM651 da 2.1 litri era ancora caratterizzato da un monoblocco in ghisa, il nuovo motore OM654 utilizza la lega leggera anche per il monoblocco, oltre che naturalmente per la testata. Si tratta inoltre di un motore più compatto rispetto all'OM651, in quanto la distanza fra i cilindri risulta inferiore (90 mm anziché 94). Ciò, unito al già citato impiego di lega leggera, contribuisce in misura notevole al contenimento delle masse. Ed infatti, la nuova unità motrice ha una massa di 168,4 kg, pari a circa il 17% in meno rispetto ad un motore OM651. La distanza fra i cilindri e la cilindrata unitaria di 487,5 cm³ sono alcune delle caratteristiche di base che verranno mantenute anche sugli altri motori della famiglia.

### OM654DE20
Il motore OM654 debuttò con cilindrata di 2 litri, anche se nel giro di pochissimo sarebbe stato affiancato anche da una versione da 1.6 litri. Partendo dalla descrizione del 2 litri, il motore OM654 ha un alesaggio di 82 mm ed una corsa di 92,3. Si tratta quindi di un motore a corsa lunga, destinato a privilegiare l'erogazione di coppia motrice. La cilindrata è quindi di 1950 cm³. Tra le altre importanti caratteristiche di questo motore vi sono il rivestimento dei cilindri in Nanoslide, ossia un trattamento nella parte interna dei cilindri, dove normalmente scorrono i pistoni, che consente di ridurre notevolmente l'attrito, migliorando così il rendimento globale e contribuendo ad abbassare i consumi di gasolio. I pistoni sono realizzati in acciaio, permettendo di raggiungere pressioni e temperature più alte in fase di combustione, minimizzando la produzione di particolato. L'alimentazione è ad iniezione diretta con tecnologia common rail di quarta generazione, in cui la pompa del gasolio agisce con una pressione di 2.050 bar. Evoluta anche la gestione dei gas di scarico, che comprende soluzioni come un nuovo rivestimento del dispositivo catalizzatore, un nuovo sistema di ricircolo dei gas di scarico, che funziona sia a bassa che ad alta pressione e che permette di ridurre gli ossidi di azoto. A ciò si aggiunge anche il sistema di iniezione dell'additivo AdBlue, che va a mescolarsi con i gas in uscita convertendo gran parte del flusso gassoso in sostanze innocue come vapore acqueo e anidride carbonica.
Un'altra differenza tra il motore OM651 da 2,1 litri ed il nuovo motore da 2 litri stava anche nella sovralimentazione: la versione che ha debuttato nel gennaio del 2016 alla presentazione della quinta generazione della Classe E, quella da 194 CV, non dispone di sovralimentazione bi-stadio (com'era nel caso della variante precedente, da 170 CV di potenza), ma di un solo turbocompressore a geometria variabile (Honeywell-Garrett GTD1449). Alcuni mesi dopo il suo lancio. il motore OM654DE20 è stato proposto anche in una variante depotenziata a 150 CV. In entrambe le configurazioni, il rapporto di compressione rimane sempre invariato a 15,5:1.
Fra le altre caratteristiche della versione da 2 litri vi è anche la presenza di un doppio contralbero di equilibratura che serve ad eliminare alcune vibrazioni altrimenti presenti durante il funzionamento del motore stesso.
Nel maggio 2018, l'OM654 ha debuttato ufficialmente sulla nuova Mercedes-Benz CLS 300d in una nuova configurazione. Il propulsore mantiene le medesime caratteristiche di base, ma utilizza una sovralimentazione bi-stadio, che gli consente di erogare 180 kW / 245 CV ed una coppia di 500 Nm. Alla fine dello stesso anno, il motore OM654 nella sua variante meno potente, è stato utilizzato in accoppiamento con un motore elettrico da 122 CV, in maniera tale da dar luogo ad un sistema di trazione ibrida utilizzato nella Classe E. Tale sistema consentiva il raggiungimento di una potenza massima di 306 CV e di una coppia massima di 700 Nm. Nel frattempo, le successive evoluzioni del motore OM654 hanno visto la pressione di alimentazione salire a 2.500 bar.

### OM654DE16
La versione da 1.6 litri è caratterizzata innanzitutto dalle misure caratteristiche di alesaggio e corsa pari a 78 x 83,6 mm, per una cilindrata complessiva di 1597 cm3. Cilindrata a parte, la differenza più significativa rispetto alla versione da 2 litri, sta nella lavorazione delle canne cilindri denominata CONICSHAPE, in pratica la superficie di scorrimento dei cilindri risulta leggermente più larga nella parte bassa, il che contribuisce alla riduzione degli attriti in gioco. Altra differenza rispetto al 2 litri era l'assenza dei due contralberi di equilibratura. Il motore OM654DE16 è stato proposto in due livelli di potenza, 122 e 160 CV.

### Versioni ibride e microibride
A partire dal 2018, la gamma di motori OM654 si amplia con l'arrivo di inedite versioni ibride, che uniscono i pregi del motore a gasolio appena illustrato con quelli di un motore elettrico proposto con potenze di 122 o 136 CV a seconda delle applicazioni. A partire dalla primavera del 2021, invece, Mercedes-Benz mette in campo anche la sua prima motorizzazione microibrida a gasolio, dotata del sistema ISG (Integrierte Starter-Generator), ossia un alternatore reversibile con funzione di generatore e motorino di avviamento, in grado di fornire un surplus di 20 CV e 200 Nm in più in caso di bisogno. Oltre a quest'ultima caratteristica, la variante microibrida del motore OM654 è caratterizzata dall'utilizzo di un albero a gomiti leggermente più lungo, con corsa aumentata di 2 mm, con conseguente aumento della cilindrata, salita da 1950 a 1993 cm3. Inoltre, la pressione di alimentazione negli iniettori viene portata da 2.500 a 2.700 bar, mentre vengono utilizzati pistoni raffreddati al sodio e due turbocompressori a geometria variabile.

## Applicazioni
Il motore OM654 è stato realizzato in diverse declinazioni di potenza, fra 116 e 265 CV, le cui prime applicazioni sono riassumibili come segue:
| Motore Mercedes-Benz OM654 |                        |            |                                                                 |                                                                   |                                                            |                    |
| Variante                   | Alesaggio e corsa (mm) | Cilindrata | Potenza CV/rpm                                                  | Coppia Nm/rpm                                                     | Applicazioni                                               | Anni di produzione |
| Versioni termiche          |                        |            |                                                                 |                                                                   |                                                            |                    |
| OM654DE16G SCR red.        | 78 x 83,6              | 1597       | 122/3800                                                        | 300/ 1400-2800                                                    | Mercedes-Benz C 180 d W205                                 | dal 07/2018        |
| OM654DE16G SCR             | 78 x 83,6              | 1597       | 160/3800                                                        | 360/ 1600-2600                                                    | Mercedes-Benz C 200 d W205                                 | dal 07/2018        |
| OM654DE16G SCR             | 78 x 83,6              | 1597       | 160/3800                                                        | 360/ 1600-2600                                                    | Mercedes-Benz E 200 d W213                                 | dal 04/2019        |
| OM654DE20G SCR red.        | 82 x 92,3              | 1950       | 116/ 3400-4400                                                  | 280/ 1200-2600                                                    | Mercedes-Benz GLA 180 d H247                               | dal 04/2020        |
| OM654DE20G SCR red.        | 82 x 92,3              | 1950       | 116/ 3400-4400                                                  | 280/ 1200-2600                                                    | Mercedes-Benz GLB 180 d X247                               | dall'11/2019       |
| OM654DE20G SCR red.        | 82 x 92,3              | 1950       | 136/3800                                                        | 330/ 1200-2400                                                    | Mercedes-Benz Vito 114 CDI W447                            | dal 03/2019        |
| OM654DE20G SCR red.        | 82 x 92,3              | 1950       | 150/ 3200-4800                                                  | 320/ 1400-3200                                                    | Mercedes-Benz E 200 d W213                                 | 07/2016-04/2019    |
| OM654DE20G SCR red.        | 82 x 92,3              | 1950       | 150/ 3200-4800                                                  | 320/ 1400-3200                                                    | Mercedes-Benz A 200 d W177                                 | dall'11/2018       |
| OM654DE20G SCR red.        | 82 x 92,3              | 1950       | 150/ 3200-4800                                                  | 320/ 1400-3200                                                    | Mercedes-Benz CLA 200 d C118                               | dal 04/2019        |
| OM654DE20G SCR red.        | 82 x 92,3              | 1950       | 150/ 3200-4800                                                  | 320/ 1400-3200                                                    | Mercedes-Benz B 200 d W247                                 | dal 01/2019        |
| OM654DE20G SCR red.        | 82 x 92,3              | 1950       | 150/ 3200-4800                                                  | 320/ 1400-3200                                                    | Mercedes-Benz GLA 200 d H247                               | dal 04/2020        |
| OM654DE20G SCR red.        | 82 x 92,3              | 1950       | 150/ 3200-4800                                                  | 320/ 1400-3200                                                    | Mercedes-Benz GLB 200 d X247                               | dall'11/2019       |
| OM654DE20G SCR red.        | 82 x 92,3              | 1950       | 163/ 3200-4600                                                  | 360/ 1600-3000                                                    | Mercedes-Benz GLC 200 d 4MATIC X253                        | dal 04/2019        |
| OM654DE20G SCR red.        | 82 x 92,3              | 1950       | 163/3800                                                        | 380/ 1400-2400                                                    | Mercedes-Benz V 220 d W447 Mercedes-Benz Vito 116 CDI W447 | dal 03/2019        |
| OM654DE20G SCR             | 82 x 92,3              | 1950       | 190/3800                                                        | 400/ 1600-2600                                                    | Mercedes-Benz A 220 d                                      | dall'11/2018       |
| OM654DE20G SCR             | 82 x 92,3              | 1950       | 190/3800                                                        | 400/ 1600-2600                                                    | Mercedes-Benz CLA 220 d C118                               | dal 04/2019        |
| OM654DE20G SCR             | 82 x 92,3              | 1950       | 190/3800                                                        | 400/ 1600-2600                                                    | Mercedes-Benz B 220 d W247                                 | dal 12/2018        |
| OM654DE20G SCR             | 82 x 92,3              | 1950       | 190/3800                                                        | 400/ 1600-2600                                                    | Mercedes-Benz GLA 220 d H247                               | dal 04/2020        |
| OM654DE20G SCR             | 82 x 92,3              | 1950       | 190/3800                                                        | 400/ 1600-2600                                                    | Mercedes-Benz GLB 220 d X247                               | dall'11/2019       |
| OM654DE20G SCR             | 82 x 92,3              | 1950       | 190/4200                                                        | 440/ 1350-2400                                                    | Mercedes-Benz V 250 d W447 Mercedes-Benz Vito 119 CDI W447 | dal 03/2019        |
| OM654DE20G SCR             | 82 x 92,3              | 1950       | 194/3800                                                        | 400/ 1600-2800                                                    | Mercedes-Benz C 220 d W205                                 | dal 07/2018        |
| OM654DE20G SCR             | 82 x 92,3              | 1950       | 194/3800                                                        | 400/ 1600-2800                                                    | Mercedes-Benz GLC 220 d 4MATIC W253                        | dal 04/2019        |
| OM654DE20G SCR             | 82 x 92,3              | 1950       | 194/3800                                                        | 400/ 1600-2800                                                    | Mercedes-Benz E 220 d W213                                 | 02/2016-12/2021    |
| OM654DE20G SCR             | 82 x 92,3              | 1950       | 194/3800                                                        | 400/ 1600-2800                                                    | Mercedes-Benz E 220 d Coupé C238                           | dal 04/2017        |
| OM654DE20G SCR             | 82 x 92,3              | 1950       | 194/3800                                                        | 400/ 1600-2800                                                    | Mercedes-Benz E 220 d Cabriolet A238                       | dal 09/2017        |
| OM654DE20G SCR             | 82 x 92,3              | 1950       | 194/3800                                                        | 400/ 1600-2800                                                    | Mercedes-Benz CLS 220 d C257                               | dal 06/2019        |
| OM654DE20G SCR             | 82 x 92,3              | 1950       | 239/4200                                                        | 500/ 1600-2400                                                    | Mercedes-Benz V 300 d W447                                 | 03/2019-12/2020    |
| OM654DE20G SCR             | 82 x 92,3              | 1950       | 239/4200                                                        | 500/ 1600-2400                                                    | Mercedes-Benz Vito 124 CDI                                 | 05/2020-12/2020    |
| OM654DE20G SCR             | 82 x 92,3              | 1950       | 237/4200                                                        | 500/ 1600-2400                                                    | Mercedes-Benz V 300 d W447                                 | dal 01/2021        |
| OM654DE20G SCR             | 82 x 92,3              | 1950       | 237/4200                                                        | 500/ 1600-2400                                                    | Mercedes-Benz Vito 124 CDI                                 | dal 01/2021        |
| OM654DE20G SCR             | 82 x 92,3              | 1950       | 245/4200                                                        | 500/ 1600-2400                                                    | Mercedes-Benz C 300 d W205                                 | dal 07/2018        |
| OM654DE20G SCR             | 82 x 92,3              | 1950       | 245/4200                                                        | 500/ 1600-2400                                                    | Mercedes-Benz E 300 d W213                                 | 04/2018-06/2020    |
| OM654DE20G SCR             | 82 x 92,3              | 1950       | 245/4200                                                        | 500/ 1600-2400                                                    | Mercedes-Benz E 300 d Coupé e Cabriolet W238               | 05/2018-06/2020    |
| OM654DE20G SCR             | 82 x 92,3              | 1950       | 245/4200                                                        | 500/ 1600-2400                                                    | Mercedes-Benz CLS 300 d C257                               | 05/2018-06/2020    |
| OM654DE20G SCR             | 82 x 92,3              | 1950       | 245/4200                                                        | 500/ 1600-2400                                                    | Mercedes-Benz GLE 300 d 4MATIC V167                        | dal 10/2018        |
| OM654DE20G SCR             | 82 x 92,3              | 1950       | 245/4200                                                        | 500/ 1600-2400                                                    | Mercedes-Benz GLC 300 d 4MATIC W253                        | dal 04/2019        |
| Versioni microibride       |                        |            |                                                                 |                                                                   |                                                            |                    |
| OM654M                     | 82 x 94,3              | 1992       | 163 (+20)                                                       | 380 (+200)                                                        | Mercedes-Benz C 200 d W206                                 | dal 08/2021        |
| OM654M                     | 82 x 94,3              | 1992       | 200 (+20)/4200                                                  | 440 (+200)/ 1800-2800                                             | Mercedes-Benz C 220 d W206                                 | dal 03/2021        |
| OM654M                     | 82 x 94,3              | 1992       | 200 (+20)/4200                                                  | 440 (+200)/ 1800-2800                                             | Mercedes-Benz E 300 W213                                   | dal 01/2022        |
| OM654M                     | 82 x 94,3              | 1992       | 265 (+20)/4200                                                  | 500 (+180)/ 1800-2200                                             | Mercedes-Benz E 300 d 4MATIC W238                          | dal 01/2021        |
| OM654M                     | 82 x 94,3              | 1992       | 265 (+20)/4200                                                  | 550 (+180)/ 1800-2200                                             | Mercedes-Benz C 300 d W206                                 | dal 03/2021        |
| OM654M                     | 82 x 94,3              | 1992       | 265 (+20)/4200                                                  | 550 (+180)/ 1800-2200                                             | Mercedes-Benz E 300 d W213                                 | dal 01/2021        |
| OM654M                     | 82 x 94,3              | 1992       | 265 (+20)/4200                                                  | 550 (+180)/ 1800-2200                                             | Mercedes-Benz CLS 300 d 4MATIC C257                        | dal 01/2021        |
| Versioni ibride            |                        |            |                                                                 |                                                                   |                                                            |                    |
| OM654DE20G SCR             | 82 x 92,3              | 1950       | 194/3800 +122 (motore elettrico), valore massimo totale: 306 CV | 400/1600-2800 + 440 (motore elettrico), valore max totale: 700 Nm | Mercedes-Benz E 300 de W213                                | dal 10/2018        |
| OM654DE20G SCR             | 82 x 92,3              | 1950       | 194/3800 +136 (motore elettrico), valore massimo totale: 306 CV | 400/1600-2800 + 440 (motore elettrico), valore max totale: 700 Nm | Mercedes-Benz GLE 350de 4MATIC V167                        | dall'11/2019       |
| OM654DE20G SCR             | 82 x 92,3              | 1950       | 194/3800 +136 (motore elettrico), valore massimo totale: 306 CV | 400/1600-2800 + 440 (motore elettrico), valore max totale: 700 Nm | Mercedes-Benz GLE 350de Coupé 4MATIC C167                  | dall'11/2019       |